# Ecclesia semper reformanda
Ecclesia semper reformanda, en français « l'Église est toujours à réformer », ou Ecclesia reformata semper reformanda, « L'Église réformée est toujours à réformer » est une expression latine popularisée par le théologien protestant Karl Barth en 1947, et qui dériverait d'une citation d'Augustin d'Hippone. Il renvoie à la conviction que l'Église doit sans cesse se réexaminer afin de maintenir sa pureté de doctrine et de pratique,.

## Histoire
Un des premiers exemples de cette formule est dans un écrit de Jodocus van Lodenstein, un théologien luthérien hollandais critique à l’égard de la tradition luthérienne, dans Beschouwinge van Zion (Contemplation de Sion), Amsterdam, 1674-1678 qui revendique la « vérité […] que dans l'Église aussi il y a toujours beaucoup à réformer » (« Sekerlijk de Gereformeerde Waarheyd […] leert dat in de Kerke ook altijd veel te herstellen is »).
La variante Ecclesia reformata semper reformanda, également utilisée par Karl Barth, fait référence au désir d'un érudit cité par Jodocus van Lodenstein que l'Église ne devrait pas être appelé Reformata (déjà réformée une fois pour toutes), mais Reformanda (dans un processus de réforme).

### Protestantisme
Il est aujourd'hui largement mais informellement utilisé dans les églises réformées, calvinistes et presbytériennes. L'Église réformée de France a utilisé comme devise Ecclesia reformata, semper reformanda. Il est souvent associé aux Cinq solae.

### Catholicisme
La formule est utilisée par le théologien catholique suisse Hans Küng, et d'autres réformateurs de l'Église catholique influencés par l'esprit de Vatican II au cours des années 1960.
L'Église catholique utilisé l'idée dans le document Lumen gentium du Concile Vatican II, nr. 8: « Dum vero Christus, "sanctus, innocens, impollutus" (Hebr 7,26), peccatum non novit (cf. 2Co 5,21), sed sola delicta populi repropitiare venit (cf. Hebr 2,17), Ecclesia in proprio sinu peccatores complectens, sancta simul et semper purificanda, poenitentiam et renovationem continuo prosequitur », « Alors que le Christ, "saint, innocent et sans souillure" n'a rien connu du péché, mais est venu expier seulement les péchés du peuple, l'Église, embrassant dans son sein les pécheurs, à la fois sainte et toujours en quête de purification, suit toujours la voie de la pénitence et du renouveau ».